# Лубанг (город)
Лубанг (пилипино Lubang) — город и муниципалитет на Филиппинах.
Город Лубанг находится на острове того же названия (Лубанг), который лежит в Южно-Китайском море, к северо-западу от филиппинского острова Миндоро. Муниципалитет Лубанг охватывает западную часть этого острова. Административно муниципалитет Лубанг входит в состав провинции Западный Миндоро и, в свою очередь, подразделяется на 16 барангаев:
- Бинакас
- Кабра
- Малигая
- Малииг
- Тагбак
- Тангал
- Тилик
- Виго
- Сурвиль
- Арав Ат Битуин
- Багонг Сикат
- Банааг Нг Паг-Аса
- Ликас Нг Силанган
- Магинхава
- Ниникат Нг Паг-Аса
- Параисо

Согласно переписи, проведённой 1 мая 2000 года, в муниципалитете Лубанг проживали 22.896 человек, имелось 5082 домашних хозяйства.